# Phaonia sublatus
Phaonia sublatus är en tvåvingeart som först beskrevs av Harris 1780.  Phaonia sublatus ingår i släktet Phaonia och familjen husflugor. Inga underarter finns listade i Catalogue of Life.